# Bloc Electoral Moldàvia Democràtica
El Bloc Electoral Moldàvia Democràtica (romanès Blocul Electoral Moldova Democrată) va ser una aliança electoral que es presentà a les eleccions legislatives moldaves de 2005 liderada per Serafim Urechean. Aquesta coalició va estar formada pels següents partits 
- Partit Aliança Moldàvia Nostra (Alianţă Moldova Noastră)
- Partit Democràtic de Moldàvia (Partidul Democrat din Moldova)
- Partit Social Liberal (Partidul Social Liberal)

A les eleccions parlamentàries del 6 de març de 2005, l'aliança va obtenir 444.377 vots (el 28,4%) i 34 de 101 escons al Parlament de Moldàvia. Això va permetre a l'aliança superar el llindar del 12% de representació. Després de les eleccions, el bloc es va separar en tres grups parlamentaris compostos per cadascun dels partits que van constituir l'aliança.